# 近畿大学建築学部
近畿大学建築学部（きんきだいがくけんちくがくぶ）は、近畿大学が設置する建築学部。

## 概略
近畿大学の建築学部は近畿大学理工学部建築学科を母体として、2011年に誕生した。近畿大学の建学の精神である「実学教育と人格の陶冶」に則り、近畿大学建築学部は、従来の「つくる」ことを主たる目的とする建築学に加え、「守り・育てる」ことを目的とする建築学を学ぶ。その実学教育によって、その課題解決に貢献する新しい建築を創造する人材を育成する。
近畿大学建築学部では理系・文系の垣根を越えて、建築に関わる様々な分野を学ぶので、文系受験生、理系受験生の双方に対応した入試制度を用意している。また、数学や物理の苦手が学生に対して、近畿大学建築学部では、習熟度に応じた文系専用のクラスを用意し、少人数のクラス編成で、建築学部の教員が建築に必要な数学・物理を基礎から教えるサポート体制を用意している。
近畿大学建築学部では卒業と同時に一級建築士の受験資格を得ることができる。
2025年（令和7年）4月には、通信教育課程の開設を予定している。

## 沿革
- 1925年(大正14年) - 大阪専門学校の設立

- 1943年(昭和18年) - 大阪理工科大学の設立

- 1949年(昭和24年) - 新学制により大阪理工科大学と大阪専門学校が合併して、近畿大学が設立。同時に近畿大学に理工学部が設置され、4学科でスタート。

- 1951年(昭和26年) - 大阪専門学校閉校

- 1953年(昭和28年) - 大阪理工科大学閉校

- 1963年(昭和38年) - 建築学科の設置、17号館北竣工

- 1984年(昭和59年) - 理工学総合研究所の開設

- 1994年(平成6年) - 近畿大学理工学部の創設50周年記念行事

- 2002年(平成14年) - 近畿大学理工学部は既存の11学科から8学科に改組。これに伴い、数学物理学科、化学科は、数学コース、物理学コース、化学コースの3コースの「理学科」に改組。8学科は、理学科、生命科学科、応用化学科、機械工学科、電気電子工学科、社会環境工学科、建築学科、情報学科となった。

- 2011年(平成23年) - 近畿大学理工学部から建築学科が分離独立し「近畿大学建築学部」の設立。

- 2015年（平成27年） - 1999年に開設された大学院総合理工学研究科を改組し、建築デザイン専攻修士課程を設置。

- 2025年（令和7年） -　通信教育課程を開設予定。

## 学部学科専攻
建築学部
建築学科
- 建築工学専攻
- 建築デザイン専攻
- 住宅建築専攻
- 企画マネジメント専攻

建築学科通信教育課程　（令和7年開設予定）